# Eeneind
Het Eeneind is een dorp in de gemeente Nuenen, Gerwen en Nederwetten, in de Nederlandse provincie Noord-Brabant. Eeneind valt voor de postcodes onder het dorp Nuenen. Deze plaats wordt elders vaak een buurtschap of wijk genoemd. Vermoedelijk omdat het geen eigen postcode heeft gekregen bij de oprichting van het postcodeboek in 1977.
Op 1 januari 2023 telde de buurtschap 710 inwoners, verdeeld over 312 woningen, met een gemiddelde WOZ-waarde van € 569.000, op een oppervlakte van 4,69 km².
Eeneind is bekend doordat Vincent van Gogh in deze omgeving gewerkt heeft. In 1884 schilderde hij er de Collse Watermolen.
In 1987 werd de Sint Antoniuskapel ingewijd. Deze kapel is gewijd aan Sint Antonius Abt, welke de schutspatroon is van het schuttersgilde te Eeneind. Ze vervangt de kapel te Opwetten, die in 1450 is gebouwd en dienst heeft gedaan tot 1915. De kapel bevat een kruisbeeld dat afkomstig is van de oorspronkelijke kapel, en een houten Antoniusbeeld van Omer Gielliet uit Breskens.
Van het oorspronkelijke Eeneind is voorts nog een enigszins kronkelende straat over die zich tussen een wat rommelig geheel van bedrijfsgebouwen en nieuwbouwwoningen bevindt.
Ten noorden van Eeneind liggen nog een tweetal gegraven plassen te midden van een groengebied. Hier bevindt zich ook het openluchtzwembad Enode.

## Economie
Van 1866 tot 1938 kende Eeneind een spoorwegstation: Station Nuenen-Tongelre. Dit is tot 1972 nog in gebruik geweest voor goederenvoer. Niet alleen steenkolen werden aangevoerd, maar ook uit de Randstad afkomstige fecaliën, bestemd voor de Vuil Afvoer Maatschappij (VAM), die in de nabijheid een belangrijke stortplaats en composteerinrichting had. Het in chaletstijl gebouwde stationsgebouw werd gesloopt maar het stationskoffiehuis is nog intact gebleven.
Mede door de aanleg van de steeds drukker wordende Dorpenweg (Collse Hoefdijk) die Nuenen met Geldrop verbindt, de spoorlijn en de bedrijventerreinen is Eeneind min of meer ingesloten door economische activiteiten.
Op de bedrijventerreinen Eeneind I en Eeneind II zijn diverse industriële bedrijven gevestigd die producten vervaardigen voor de wereldmarkt, waaronder de stands voor beurzen en exposities van Van den Oever, De Rooy slijpcentrum en Spaanmetaal.